# オッティング

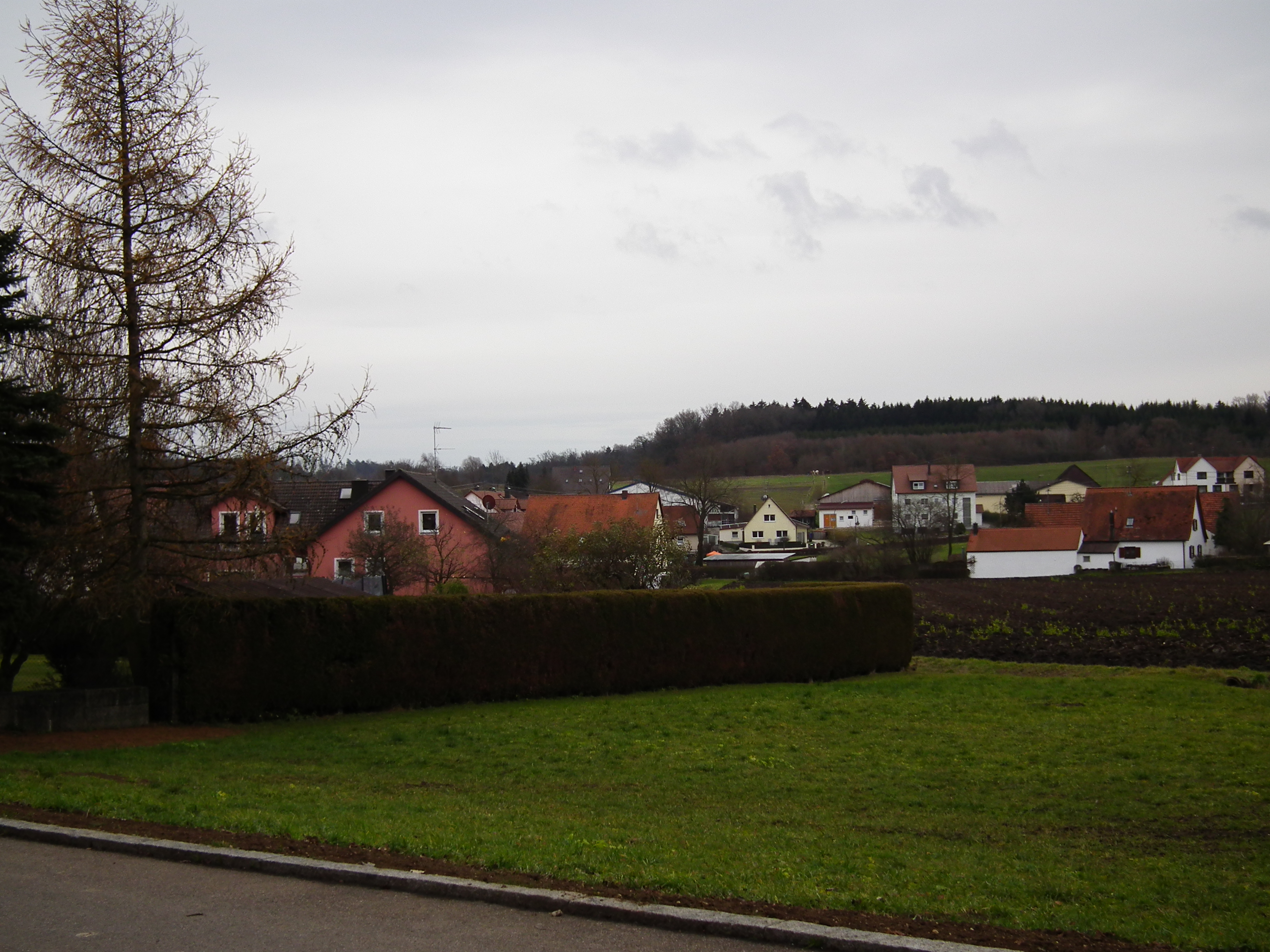
オッティング

オッティング (ドイツ語: Otting) はドイツ連邦共和国バイエルン州シュヴァーベン行政管区のドナウ＝リース郡に属す町村（以下、本項では便宜上「町」と記述する）で、ヴェムディング行政共同体を構成する自治体の一つである。

## 地理
オッティングはアウクスブルク開発計画地域に属す。

### 自治体の構成
この町は、公式には4つの地区 (Ort) からなる。このうち小集落や孤立農場などを除く集落は首邑のオッティングのみである。

## 歴史
オッティングはヴェムディングとモンハイムの間に位置する。その地盤はジュラ紀には海だった場所である。オッティング＝ヴァイルハイム駅近くの鉄道沿いに見られるジュラ紀の地層が堆積岩からなっていることが海だったことを証明している。
しかし、外からの力、すなわちリース盆地を形成した隕石の衝突、も土壌に作用を及ぼしている。これによりオッティングのスーバイト採石場に見られるような「オッティンガー・スーバイト」と呼ばれる岩石が生成した。このスーバイトは爆発などにより噴出した灰から形成される岩石である。こうした強大な力の証拠は、やはりオッティング＝ヴァイルハイム駅近くの鉄道沿いに見られる石灰層の上の研磨層のような地層にみることができる。この研磨原は自然保護文化財に指定されている。
アレホの森の中にケルト時代の方形城砦がある。ケルト人は、西暦15年にローマ人が来るまで、この地方に住んでいた。方形城砦は彼らの墓、道具類、武器、装飾品とともに発掘された。ここはおそらく壁と堀で護られた神殿あるいは住居であったと考えられている。唯一の門から城砦の中央まで真っ直ぐな道が設けられていた。道の終端からは聖像が発掘されている。おそらくは埋葬地とも関連があったのであろう。アレホの方形城砦は墓丘地域の中央に位置している。
3世紀から6世紀の民族移動時代に北からこの地方へシュヴァーベン系農耕民族（アレマン人）が移住した。これ以後、この地方で最も古い村の原型が形成された。これらの村はメルティンゲン、ゲンダーキンゲンといった具合に地名の語尾が "-ingen"であることが特徴である。オッティングもこのグループに属す。とはいえ、この村の成立に関する情報が文書で残っているわけではない。「オッティンゲン」(Ottingen) という村の名前が1060年頃に記録されている（1340年頃から次第に「オッティング」(Otting) と記録されるようになる）。この最も古い記録に遺されているオッティンゲンという村の旧称から、この村がシュヴァーベン系農耕民族の入植地に起源を持つと推測されているのである。村の名前は、おそらく「オットー」(Otto) という固有名詞に由来すると思われる。オッティングの成立は以下のように推測されている。マイアーホーフ（農場）に面したこの場所がメーレンバッハ川に近く水を利用するのに都合が良かったため、オットーという名のシュヴァーベン人指導者が定住地に定めた。この農場周辺に彼に従う人々の家が建てられていった。こうして、この辺りはオットーと彼に従う人々の入植地とされたのである。
最初の村の領域は広く強力だったため、その後定住が進み、ヘンタルホーフ（ハンディロという人物または沼地の谷の農場）、ダッテンブルン（しっかりとした水源）、ヴァイハイマーバッハといった集落が形成されていった。
中世のオッティング城はおそらく、11世紀から12世紀のシュタウフェン時代に建設された。1395年と1432年の史料に聖ゲオルク城内礼拝堂が言及されている。
1245年以降は土着貴族の存在が明らかにされている。オッティング騎士家はグライスバッハ伯の従士であった。また、オッティング家一門はアイヒシュテット司教の管財人であったことも解っている。1300年頃からオッティング家はタークマースハイムの領主を兼ね、タークマースハイムに新しい水城を建設した。オッティング騎士家の子孫で最も凶暴な人物が、当時は没落して盗賊騎士となり、恐怖の的となったオイヒャリウス・フォン・オッティング（1520年没）である。彼の隠れ家となっていたタークマースハイムとエムスカイム（現在はレンナーツホーフェンに属す）の城はシュヴァーベン同盟により1523年に破壊された。本城であったオッティングの城は1570年頃にヴェムディング家に売却された。貴族家としてのオッティング家は、タークマースハイムを居館としていたモリッツ・ハインリヒ・フォン・オッティングで1578年に断絶した。クンラート・フォン・オッティングの1578年の印章にはオッティング家の紋章が描かれている。銀地と黒字に左右二分割され幅の狭い金の横帯がそれを貫いている。
1542年から1618年までオッティングはプロテスタント化されていた。17世紀になるとオッティングの古い城は老朽化し、あるいは三十年戦争で破壊され、城内礼拝堂の巡礼図（1705年頃）は中世の城の廃墟に埋もれた。現在は耕牧地名と城内礼拝堂の東側にあった城内厩舎が遺るのみである。この城からプムパー洞窟への連絡通路があるという伝説がある。三十年戦争の間にはオッティングには時々一家族が住んだだけで、他の住民はヴェムディングやモンハイムへ流れていった。多くの住民がオッティングに戻ってきたのは1648年以降のことである。

### 人口推移
- 1970年 709人
- 1987年 678人
- 2000年 759人

その後、この町の人口は2005年に800人を超え、2008年2月1日に最高人口の896人を記録した。

## 行政
町長はヴォルフガング・レヒナー (Freie Wähler) である。彼はヨハン・ベルンロイター (Freie Wählergruppe/Arbeiter) からこの職を引き継いだ。
第二次世界大戦後の町長を列記する。
- 1945年 - 1946年: ルパート・フェルバー (CSU)
- 1946年 - 1952年: カスパー・ヴァイトハイサー (CSU)
- 1952年 - 1956年: カスパー・ルップ (CSU)
- 1956年 - 1984年: カール・ヘーフェライン (CSU)
- 1984年 - 1990年: ヴォルフガング・ゼーフリート (Freie Wähler)
- 1990年 - 2002年: ヴァルター・バイエルレ (Freie Wähler)
- 2002年 - 2020年: ヨハン・ベルンロイター
- 2020年 - : ヴォルフガング・レヒナー

この中で特に重要な人物はカール・ヘーフェラインである。彼は市町村再編の時代に、自治存続を貫いた。この功績により彼は2001年に終身名誉町民・終身名誉元町長となった。彼はまた、2009年現在、最後のCSUの町長でもある。

## 文化と見所

### プムパー洞窟
オッティングのプムパー洞窟は前史時代の証である。長さ約240mの洞窟の入り口には大礫や苦灰岩が転がっている。屈曲部を過ぎると中規模な鍾乳石が見られる。洞窟には貯水槽のような窪みがあり、水が音を立てて流れている。第1洞窟から第2、第3洞窟は、約10m2の広さと4mの高さがある。これに対して第4洞窟以降は横たわった状態でなければ中に入ることができない。
プムパー洞窟近くの犠牲の場所は、遙か昔にもしかしたらこの地に住んでいたか、あるいは周辺で狩りをして神に捧げ物をした人物がいた証拠である。

### スーバイトの採石場
オッティングには、地学上の重要なスーバイトがある。この火山性の岩石は、リース盆地がジュラ山脈に隕石が衝突して形成されたことを裏付けている。
1970年8月に4人の宇宙飛行士、アラン・シェパード、エドガー・ミッチェル、ジョー・エングレ、ジーン・サーナンがオッティングにあるスーバイトの採石場を訪れ、月の岩石に関する知識を深めた。1976年にNASAによるボーリング調査が行われた。アポロ14号プロジェクトが成功裏に完結した後、月のフラ・マウロ・クレーターの地質学的な構成が、オッティングの採石場を含むリース盆地のそれに類似していたという報告がなされた。
1977年5月にNASAは再びスーバイト採石場で地質学調査のためのボーリングを行った。アメリカ人地質学者チャオ博士とフライブルクの地質学者ヒュットナー博士の指導下で新たな学問上のモデルが提唱された。58.29mの深さの深度ボーリングにより、再びジュラ山脈の原成岩に到達した。ボーリングコアはトランクに梱包され、アメリカ合衆国の研究室に運ばれた。その結果、約1480万年前の爆発により地下洞窟が形成されたことがわかった。
スーバイト採石場は現在 Fa. Märker Zementwerk Harburg GmbH の所有になっている。この会社はセメントやスーバイトカルクを生産するためスーバイトを採掘していた。

### オッティング城
1617年から1789年までオッティング城はしばしば城主が変わった。1707年にヴェスターナハ男爵カール・ヨハンが獲得した。彼は司教領主の助任司祭に城内礼拝堂の火災を報告している。
1817年7月16日バイエルン王のマクシミリアン・ヨーゼフは異母弟シェーンフェルト男爵カール・フリードリヒ・シュテファンをオッティングおよびフュンフシュテッテンの伯に任じた。彼は1811年にフュンフシュテッテン城を獲得し、1813年7月29日に男爵に昇格し、1816年にはオッティング城を与えられていた。彼は伯に昇格した後「フォン・オッティング・ウント・フュンフシュテッテン」を名乗っている。

#### 悲しみの聖母城内礼拝堂
1930年にオッティング教区の所有となった悲しみの聖母城内礼拝堂は19世紀まで多くの巡礼者が訪れる巡礼教会であった。
現在の礼拝堂は18世紀初めの建物である。内部ではバロック様式の化粧漆喰で縁取られた聖具室に驚かされる。1705年製のバロック様式の主祭壇は、芸術史上重要な木彫のピエタ像（1590年頃）、18世紀以降にこの地を治めた領主（ヴェスターナハ男爵、レーリンゲン男爵）の紋章で飾られた墓碑の隙間に収められている。
オッティングおよびフュンフシュテッテンの伯の家族の墓碑は1854年以降のものである。

### オッティングの教会
オッティングの教会は、初めは木造であったのであろうが、1057年から1075年にアイヒシュテット司教グンデカール2世によって建造され、守護聖人の聖リヒャルトに献堂された。
聖リヒャルトは11世紀からアイヒシュテットで参拝されるようになった聖人である。彼はアングロサクソンの王（700年頃）で、聖ヴィリバルト（初代アイヒシュテット司教）、聖ヴニバルト（ハイデンハイム修道院の創設者）、聖ヴァルブルガ（ハイデンハイム女子修道院長）の父であり、ドイツとイギリスで崇拝されている。
歴史上記録されている最も古いオッティング司祭、ハイデンハイム修道院のカトリック修道会司祭は1150年頃にイルズングという名で記録されている。彼はイタリアのルッカから1150年頃に聖リヒャルトの聖遺物をオッティングにもたらした人物である。
聖リヒャルト教区教会の塔は長堂よりも古い時代に遡る。塔の四角形の下層部は14世紀のものである。教会自体は15世紀の後半に建てられた後期ゴシック建築である。この教会は三十年戦争で何度も破壊された。聖具室はバロック時代のものである。オッティングの教会は郡内でも最も見事な物の一つに数えられる。

## 経済と社会資本

### 交通
オッティング＝ヴァイルハイム駅はオッティングと隣のモンハイムのヴァイルハイム区との間に位置する、トロイヒトリンゲンとドナウヴェルトを結ぶ路線の駅である。

## 出身人物
- ローター・ツァグロセク - 指揮者

## 引用
1. ↑  https://www.statistikdaten.bayern.de/genesis/online?operation=result&code=12411-003r&leerzeilen=false&language=de Genesis-Online-Datenbank des Bayerischen Landesamtes für Statistik Tabelle 12411-003r Fortschreibung des Bevölkerungsstandes: Gemeinden, Stichtag (Einwohnerzahlen auf Grundlage des Zensus 2011)
2. ↑  Bayerische Landesbibliothek Online